# 10794 Vänge
10794 Vänge (tên chỉ định: 1992 DW2) là một tiểu hành tinh nằm ở rìa ngoài của vành đai chính. Nó được khám phá thông qua Uppsala-ESO Survey of Asteroids và Comets ở Đài thiên văn La Silla ở Chile ngày 29 tháng 2 năm 1992. Nó được đặt theo tên Vänge, a place where the legendary Tjelvar first came to Gotland.